# Белорусские легенды
«Белору́сские леге́нды» (бел. Белару́скія леге́нды) — белорусский и российский вокально-инструментальный ансамбль, созданный бывшими участниками ВИА «Песняры» после их ухода из государственного ансамбля в 1998 году. До 2020 года являлся одним из двух признанных Министерством культуры Беларуси преемников ВИА «Песняры».
Помимо песен из репертуара «Песняров», среди наиболее известных: «Белявая, чернявая…», «Только с тобой», «Моя душа», «Верьте в любовь, девчонки».
Согласно официальному заявлению коллектива:
«Белорусские легенды» — это ансамбль-направление в музыке, в котором объединяются заслуженные артисты и легендарные песни.
До 2024 года ВИА носил название «Белору́сские песняры́».

## История
В январе 1998 года решением министерства культуры Белоруссии на должность директора Белорусского государственного ансамбля «Песняры» назначен Владислав Мисевич. Функции художественного руководителя коллектива формально оставались за Владимиром Мулявиным (1941—2003). Группа гастролировала, записывала новые песни. В октябре 1998 года Мулявин вновь назначен на должность директора ансамбля, после чего почти весь коллектив (7 человек: Владислав Мисевич, Валерий Дайнеко, Игорь Пеня, Александр Катиков, Олег Козлович, Владимир Марусич, Александр Соловьёв), в также звукорежиссёр ансамбля Александр Попроцкий, написали заявления об увольнении.
Получив ответ на запрос о правомерности нового имени для группы из Министерства юстиции Беларуси и Комитета по авторским и смежным правам, музыканты начали работать как ансамбль «Белорусские песняры». К коллективу присоедился клавишник Игорь Бранковский, которого в 2000 году сменил Максим Пугачёв.
В конце 1990-х и 2000-е в дискографии ВИА появились альбомы «Только с тобой» (1999), «Не люби нелюбимого» (2003), «Моя душа» (2009). Новые песни для альбомов написал Олег Аверин (Козлович). Наряду с ними выходили антологии и сборники, а также записи концертных выступлений.
С песнями «Луна» и «Не люби нелюбимого» (муз. и сл. О. Козловича) ансамбль принял участие в «Песне года» в 2002 году.
В 2004 году ООО «Белорусские песняры» (учредитель — Владислав Мисевич) зарегистрировало товарный знак «Группа БЕЛОРУССКИЕ ПЕСНЯРЫ» в Роспатенте.
В 2004 году коллектив покинул Владимир Марусич. Новым барабанщиком группы стал Михаил Пендо, которого в 2005 году заменил сначала Андрей Терехович, позже — Евгений Рябой.
В том же 2004 году «Белорусские песняры» дали большой концерт в Кремле, который приурочили к двум юбилейным датам — 35-летию «Песняров» и 5-летию нового названия. Был выпущен сборник выступлений c концерта «Live. Кремль».
В декабре 2009 года «Белорусские песняры» приняли участие в финале «Песня года» с песней Олега Аверина «Моя душа» и фестивале «Дискотека 80-х».
После смерти Владимира Мулявина в 2003 году БГА «Песняры» (управляемое министерством культуры Беларуси) получил права на торговый знак «ПЕСНЯРЫ», в том числе на территории России. Существовавший конфликт между БГА «Песняры» и ВИА «Белорусские песняры» был снят в 2010—2011 годах при посредничестве Министерства культуры Беларуси: все претензии к «Белорусским песнярам» были отозваны, и коллектив смог продолжить выступления.
В 2021 году, ввиду политических разногласий с частью участников коллектива, ансамбль покинул заслуженный артист Белорусской ССР Владислав Мисевич. Его заменил Николай Семёнов.
В апреле 2024 года стало известно, что Министерство культуры Белоруссии воспользовавшись отсутствием у «Белорусских песняров» с 2016 года прав на товарный знак (бренд) «Группа БЕЛОРУССКИЕ ПЕСНЯРЫ» (ООО «Белорусские песняры» ликвидировано в 2016 году, а правовая охрана товарного знака прекращена в 2020 году, в связи с ликвидацией ООО), запретило коллективу именоваться «Белорусскими песнярами», в связи с чем, ансамбль сменил название на «Белорусские легенды».
В 2024 году ВИА «Белорусские легенды» принял участие в шоу телеканала НТВ «ВИА Суперстар!». По итогу конкурса, победителями стали «Белорусские легенды» и «Балаган Лимитед».

## Участники

### Действующие участники
- Валерий Дайнеко — вокал. Заслуженный артист Белорусской ССР (1989);
- Игорь Пеня — вокал, клавишные. Заслуженный артист Белорусской ССР (1989);
- Александр Катиков — вокал, бас-гитара, композиция;
- Олег Аверин — вокал, гитара, клавишные, композиция, аранжировка;
- Александр Соловьёв — гитара, бэк-вокал;
- Максим Пугачёв — клавишные, аранжировка (с 2000 по наст. вр.);
- Евгений Рябой — ударные (с 2005 по наст. вр.);
- Николай Семёнов — саксофон, флейта (с 2021 по наст. вр.).

### Бывшие участники
- Владислав Мисевич — бэк-вокал, саксофон, флейта (1998—2021 гг.). Заслуженный артист Белорусской ССР (1979);
- Андрей Терехович — ударные (2005 г.);
- Михаил Пендо — ударные (2004—2005 гг.);
- Владимир Марусич — ударные, бэк-вокал (1998—2004 гг.);
- Игорь Бранковский — клавишные (1998—2000 гг.).

## Награды
- 2005 — Золотая медаль премии имени М. Ломоносова
- 2005 — Золотая медаль премии «ЧЕСТЬ И ПОЛЬЗА» за вклад в развитие славянского искусства
- 2008 — 4 апреля в Киеве состоялось торжественное вручение Орденов почёта МВД Украины

## Дискография

### Альбомы
- 1999 — Только с тобой
- 2003 — Не люби нелюбимого (на 2 CD)
- 2009 — Моя душа (переиздан 28-01-2010 г.)

### Сборники
- 2003 — Вологда (Легенды жанра)
- 2004 — 35 и 5
- 2004 — Скажи про любовь
- 2004 — Кремль. Live — 2004
- 2005 — Концерт в Театре эстрады
- 2005 — Любимые песни.ru
- 2005 — Снег тополей — песни Олега Аверина
- 2005 — Белорусские песняры. Лучшее. Часть 1, 2 и 3

### Сборники альбомов
- 2005 — Белорусские песняры. Диск 1
- 2006 — Белорусские песняры. Диски 2 и 3

## Наиболее известные изданные песни
- Александрына (В. Мулявин — П. Бровка) (Live Version)
- Алеся (И. Лученок — А. Кулешов)
- Беловежская пуща (А. Пахмутова — Н. Добронравов)
- Белоруссия (А. Пахмутова — Н. Добронравов)
- Белявая, чернявая… (О. Аверин — сл. народные)
- Берёзовый сок (В. Баснер — М. Матусовский) (Live Version)
- Вероника (И. Лученок — М. Богданович) (Live Version)
- Вологда (Б. Мокроусов — М. Матусовский)
- Зачарованная (И. Лученок — Г. Буравкин, обр. И. Паливода)
- Знай, не забывай (муз и сл. О. Аверин)
- Каждый четвёртый (Т. Хренников — М. Матусовский)
- Косил Ясь конюшину (муз. и сл. народные — обр. В. Мулявин, М. Пугачёв)
- Лявониха (О. Молчан — М. Богданович)
- Моя душа (муз. и сл. О. Аверина)
- Наши любимые (Д. Тухманов — И. Шаферан)
- Не люби нелюбимого (муз. и сл. О. Аверин)
- Рекрут (О. Аверин — сл. народные)
- Рушнікi (Н. Петренко — В. Вярба)
- Только с тобой (муз. и сл. О. Аверин)
- Я всё тот же (И. Любимский — А. Шанаев)